# Gubern (motocicleta)
Gubern, de vegades escrit Gobern, fou una marca catalana de motocicletes fabricades a Barcelona. De fet, l'empresa en produí només una unitat, l'any 1955, ja que per culpa de problemes administratius no en pogué endegar la fabricació en sèrie.